# Jäderfors
Jäderfors är en tätort i Sandvikens kommun.

## Befolkningsutveckling
| Befolkningsutvecklingen i Jäderfors 1950–2020 | Befolkningsutvecklingen i Jäderfors 1950–2020 | Befolkningsutvecklingen i Jäderfors 1950–2020 | Befolkningsutvecklingen i Jäderfors 1950–2020 | Befolkningsutvecklingen i Jäderfors 1950–2020 |
| --- | --------------------------------------------- | --------------------------------------------- | --------------------------------------------- | --------------------------------------------- |
| |                                               |                                               |                                               |                                               |
| År |                                               |                                               | Folkmängd                                     | Areal (ha)                                    |
| 1950 | 1950                                          |                                               | 436                                           | ##                                            |
| 1960 | 1960                                          |                                               | 194                                           | ¤                                             |
| 1965 | 1965                                          |                                               | 274                                           | 35                                            |
| 1970 | 1970                                          |                                               | 272                                           | 35                                            |
| 1975 | 1975                                          |                                               | 341                                           | 40                                            |
| 1980 | 1980                                          |                                               | 336                                           | 40                                            |
| 1990 | 1990                                          |                                               | 293                                           | 35                                            |
| 1995 | 1995                                          |                                               | 302                                           | 35                                            |
| 2000 | 2000                                          |                                               | 318                                           | 35                                            |
| 2005 | 2005                                          |                                               | 298                                           | 35                                            |
| 2010 | 2010                                          |                                               | 284                                           | 35                                            |
| 2015 | 2015                                          |                                               | 307                                           | 63                                            |
| 2020 | 2020                                          |                                               | 323                                           | 64                                            |
| Anm.: 1950 som Jäderfors med Dalsäng. Dalsäng ingår ej 1960. Ny tätort 1965. ## Som tätort/befolkningsagglomeration 1920–1950. ¤ Som tätortsbebyggelse med 150-199 invånare |                                               |                                               |                                               |                                               |